# Пономаренко, Александр Григорьевич
Александр Григорьевич Пономаренко (род. 6 августа 1959) — российский военачальник, генерал-лейтенант. Начальник штаба Ракетных войск стратегического назначения (2017—2019).

## Биография
Родился 6 августа 1959 года в городе Лунинец, Брестской области Белорусской ССР.
С 1976 по 1981 год обучался в Ростовском высшем командно-инженерном училище имени М. И. Неделина, которое окончил с отличием. С 1981 года служил в войсках РВСН СССР — РВСН РФ на различных командно-штабных должностях: начальник расчёта и отделения, командир ракетной группы, заместитель командира и начальник штаба ракетного полка.
С 1991 по 1995 год обучался на командном факультете Военной академии РВСН имени Петра Великого. С 1995 по 1996 год — командир 170-го ракетного полка в составе 32-й ракетной дивизии. С 1996 по 1998 год — командир 321-го ракетного полка в составе 54-й гвардейской ракетной дивизии. С 1998 по 2000 год — заместитель командира, с 2000 по 2003 год — командир 42-й ракетной дивизии, части дивизии были оснащены подвижным ракетным комплексом с МБР РТ-2ПМ «Тополь» (по классификации НАТО: SS-25 «Sickle»).
С 2003 по 2004 год — заместитель командующего 31-й ракетной армии. С 2004 по 2006 год обучался в Военной академии Генерального штаба Вооружённых сил Российской Федерации. С 2006 по 2010 год — начальник штаба и первый заместитель командующего 27-й гвардейской ракетной армии, в составе частей армии находились ракетные комплексы УР-100Н УТТХ (в Козельске), РТ-2ПМ «Тополь» (Выползово, Йошкар-Ола), РТ-2ПМ2 «Тополь-М» (подвижные — в Тейково, шахтные в Светлом) и «Ярс» (подвижный в Тейково). С 2010 по 2017 год — командующий 33-й гвардейской ракетной армией. 12 июня 2013 года Указом Президента России А. Г. Пономаренко было присвоено воинское звание генерал-лейтенант. С 2017 по 2019 год — начальник штаба Ракетных войск стратегического назначения.
С 2019 года в запасе.

## Награды
- Орден «За военные заслуги»[1]